# Leppävirta
Leppävirta est une municipalité du centre-est de la Finlande, dans la région de Savonie du Nord. Elle compte environ 9 000 habitants, la tendance étant à une faible diminution.

## Géographie
La commune recouvre un dédale de terre et d'eau, en plein cœur de la région des lacs. Les plus grands lacs sont le Suvasvesi, le Sorsavesi et l'Unnukka. 25 % de la superficie totale est couverte par l'eau.

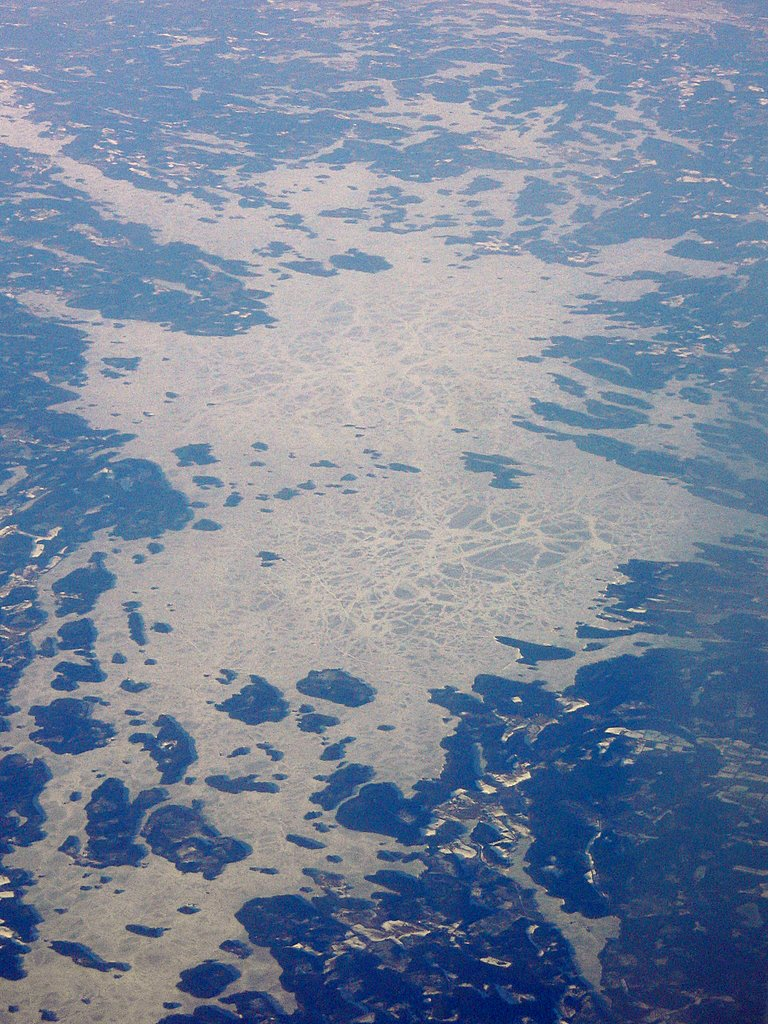
Le lac Suvasvesi.

Le centre administratif et principal village, traversé par la nationale 5, est situé à 23 km de Varkaus et 51 km de la capitale régionale Kuopio.
La municipalité est bordée par les communes de Suonenjoki à l'ouest, Kuopio au nord, Tuusniemi au nord-est et Varkaus au sud, mais aussi par Heinävesi à l'est et Pieksänmaa au sud-ouest (les deux en Savonie du Sud).

## Démographie
Depuis 1980, l'évolution démographique de Leppävirta est la suivante:
| Année      | 1980   | 1985   | 1990   | 1995   | 2000   | 2005   |
| ---------- | ------ | ------ | ------ | ------ | ------ | ------ |
| population | 11 560 | 11 545 | 11 670 | 11 592 | 11 085 | 10 967 |

| Année      | 2010   | 2015  | 2020  |
| ---------- | ------ | ----- | ----- |
| population | 10 556 | 9 953 | 9 450 |

## Économie
Le tourisme occupe une place croissante, avec un des plus grands hotel-spas du pays et 3 000 maisons de vacances au bord des nombreux lacs.
Mais la commune a aussi une vocation industrielle, notamment avec la forge Hackman au village de Sorsakoski, appartenant au groupe Iittala, et qui fabrique notamment des ustensiles de cuisine.
34 % des actifs sont employés dans l'industrie, un taux clairement élevé par rapport aux municipalités rurales de la région.

### Principales entreprises
En 2020, les principales entreprises de Leppävirta par chiffre d'affaires sont :
| Société                      | C.A.  |
| ---------------------------- | ----- |
| Gebwell Oy                   | 29 M€ |
| HögforsGST Oy                | 23 M€ |
| Dimex Oy                     | 17 M€ |
| Riikinvoima Oy               | 16 M€ |
| K-Rauta Malinen Leppävirta   | 12 M€ |
| JMH Koneet Oy                | 12 M€ |
| Mark-Rahti                   | 11 M€ |
| SKM Stainless Oy             | 7 M€  |
| Kohmansalon Metsäkuljetus Oy | 5 M€  |
| LK Porras Oy                 | 4 M€  |

### Employeurs
En 2020, ses plus importants employeurs sont:
| Employeur                     | Employés |
| ----------------------------- | -------- |
| HögforsGST Oy                 | 107      |
| SKM Stainless Oy              | 39       |
| Riikinvoima Oy                | 32       |
| Pohjois-Savon Tulkkikeskus Oy | 30       |
| Dimex Oy                      | 25       |
| Perhekoti Touhukallio Oy      | 25       |
| JOB Kiinteistötekniikka Oy    | 24       |
| Supset Oy                     | 22       |
| Kuormaus Ursin Oy             | 20       |
| Jarmatic Oy                   | 19       |

## Administration

### Conseil municipal
Les 35 sièges du conseils municipal sont répartis comme suit:

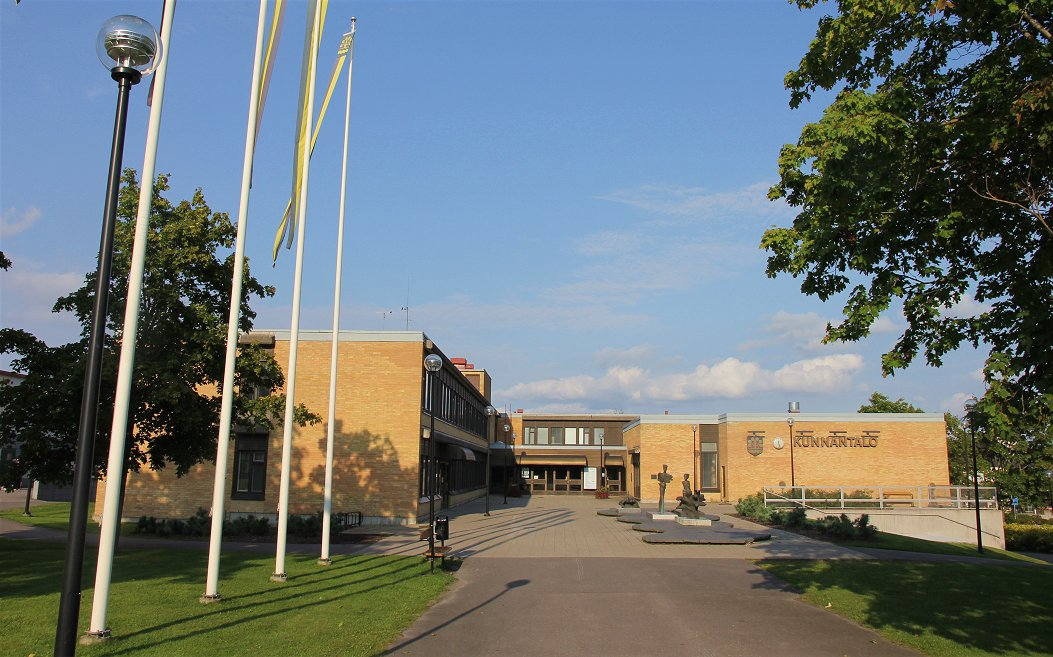
Mairie de Leppävirta.

| Parti                            | Parti                              | Sièges 2021–2025 |
| -------------------------------- | ---------------------------------- | ---------------- |
|                                  | Parti social-démocrate de Finlande | 7                |
|                                  | Vrais Finlandais                   | 4                |
|                                  | Parti de la Coalition nationale    | 4                |
|                                  | Parti du centre                    | 15               |
|                                  | Alliance de gauche                 | 3                |
|                                  | Chrétiens-démocrates               | 2                |
| Sources : tulospalvelu.vaalit.fi |                                    |                  |

## Lieux et monuments
| - Soisalo - Canal de Konnus - Canal de Naapuskoski - Canal de Kortekannas - Canal de Rahasalmi | - Unnukka - Patinoire de Leppävirta (fi) - Bibliothèque de Leppävirta (fi) - Église de Leppävirta (fi) - Musée Leppävirta (fi) |

## Transports
Leppävirta est traversée par les routes nationales 5 et 23, par les routes régionales 534 et 536, ainsi que par la route de liaison 5341.

## Jumelages
| Ville | Ville                | Pays | Pays      | Période     |
| ----- | -------------------- | ---- | --------- | ----------- |
|       | Commune de Orissaare |      | Estonie   | depuis 1996 |
|       | Dovre                |      | Norvège   | depuis 1985 |
|       | Schwerte             |      | Allemagne | depuis 1992 |
|       | Storfors             |      | Suède     |             |

## Personnalités
| - Jorma Hynninen, chanteur d'opéra - Sanna Laari (1990-), biathlète - Pentti Pekkarinen, ministre - Seppo Tiitinen, député | - Anu Vehviläinen, ministre - Juho Saaristo, député - Jukka Piironen, athlète |

## Galerie

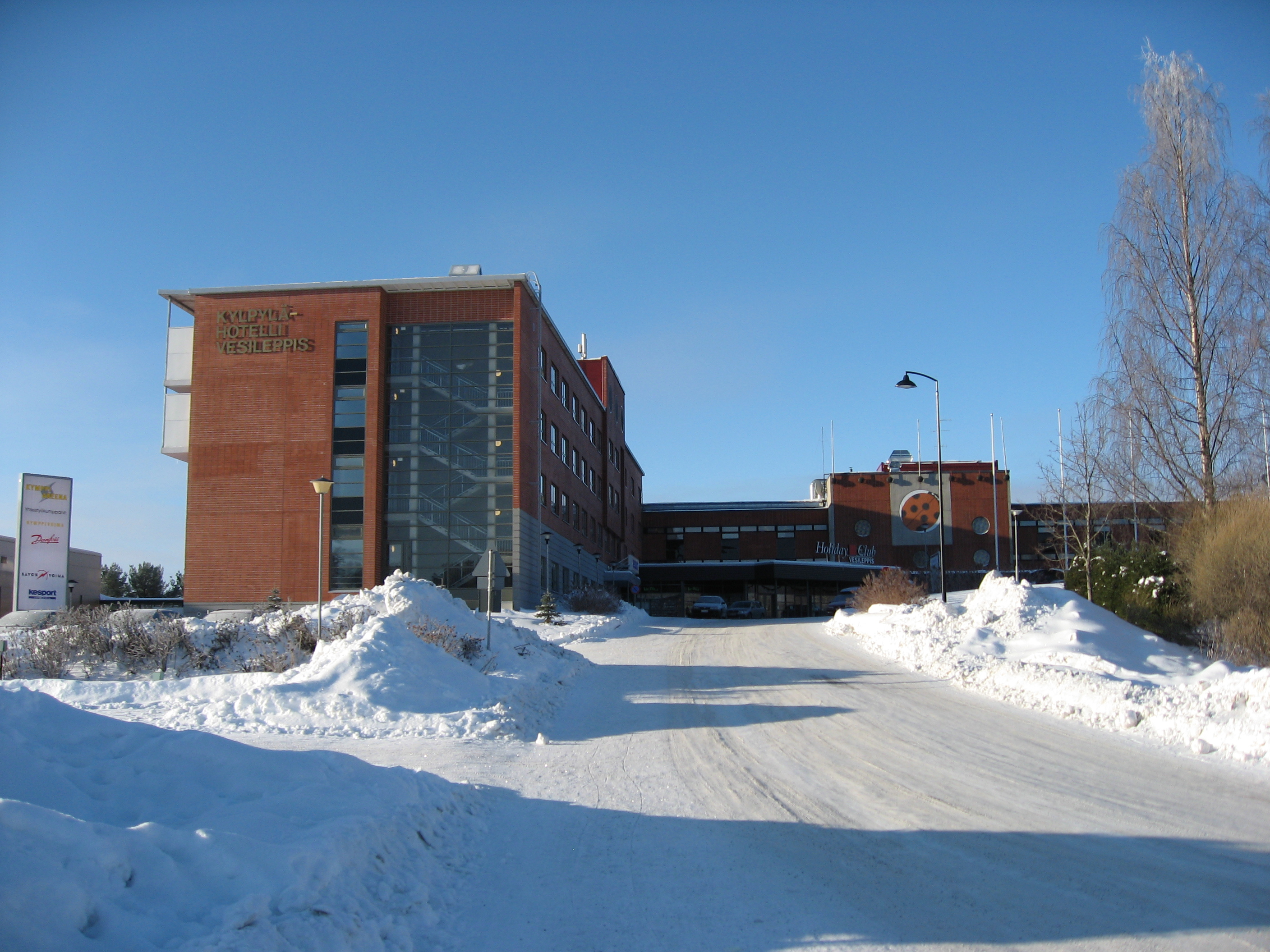
Hôtel Vesileppis
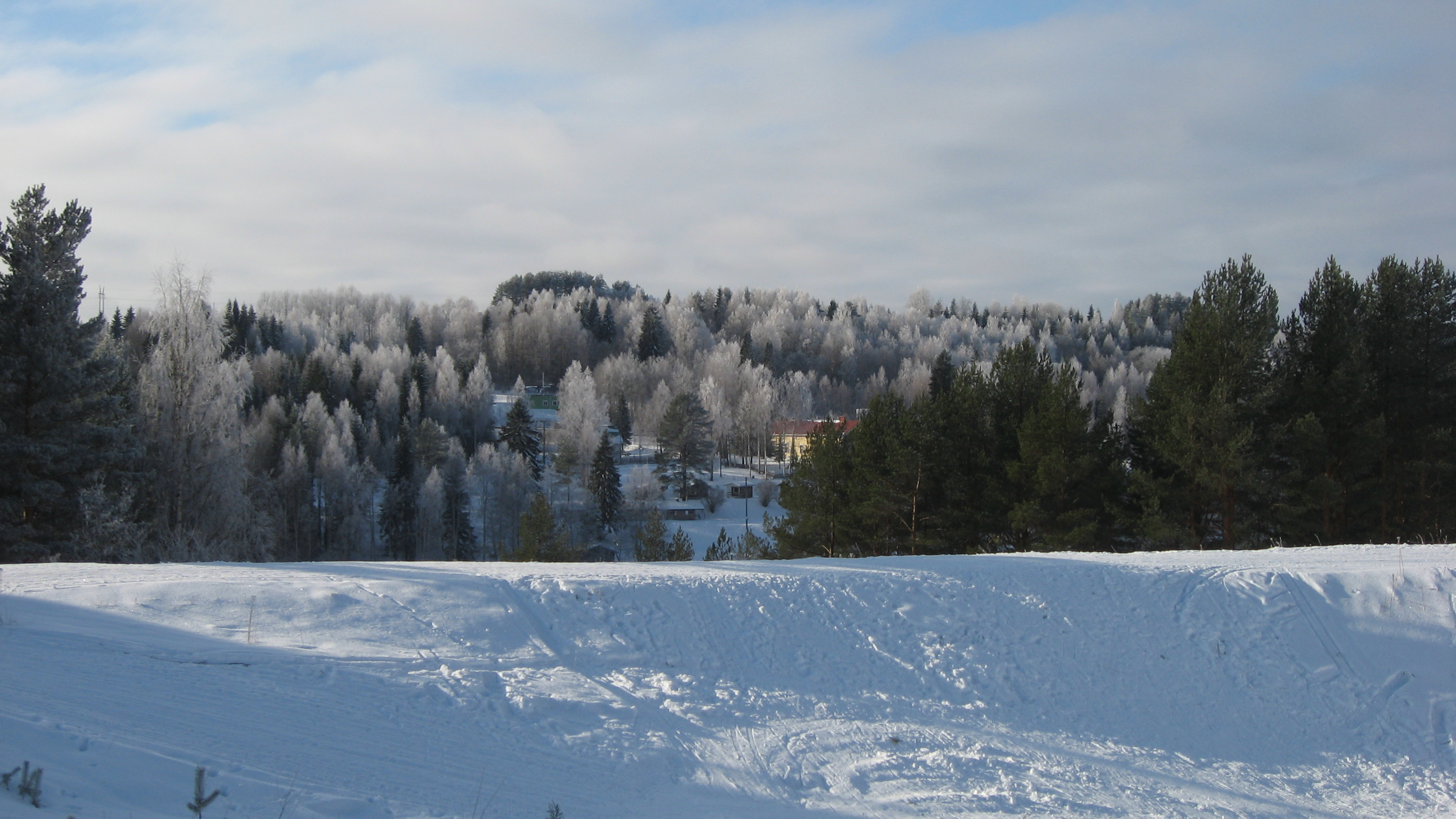
Environs de l'hôtel Vesileppis
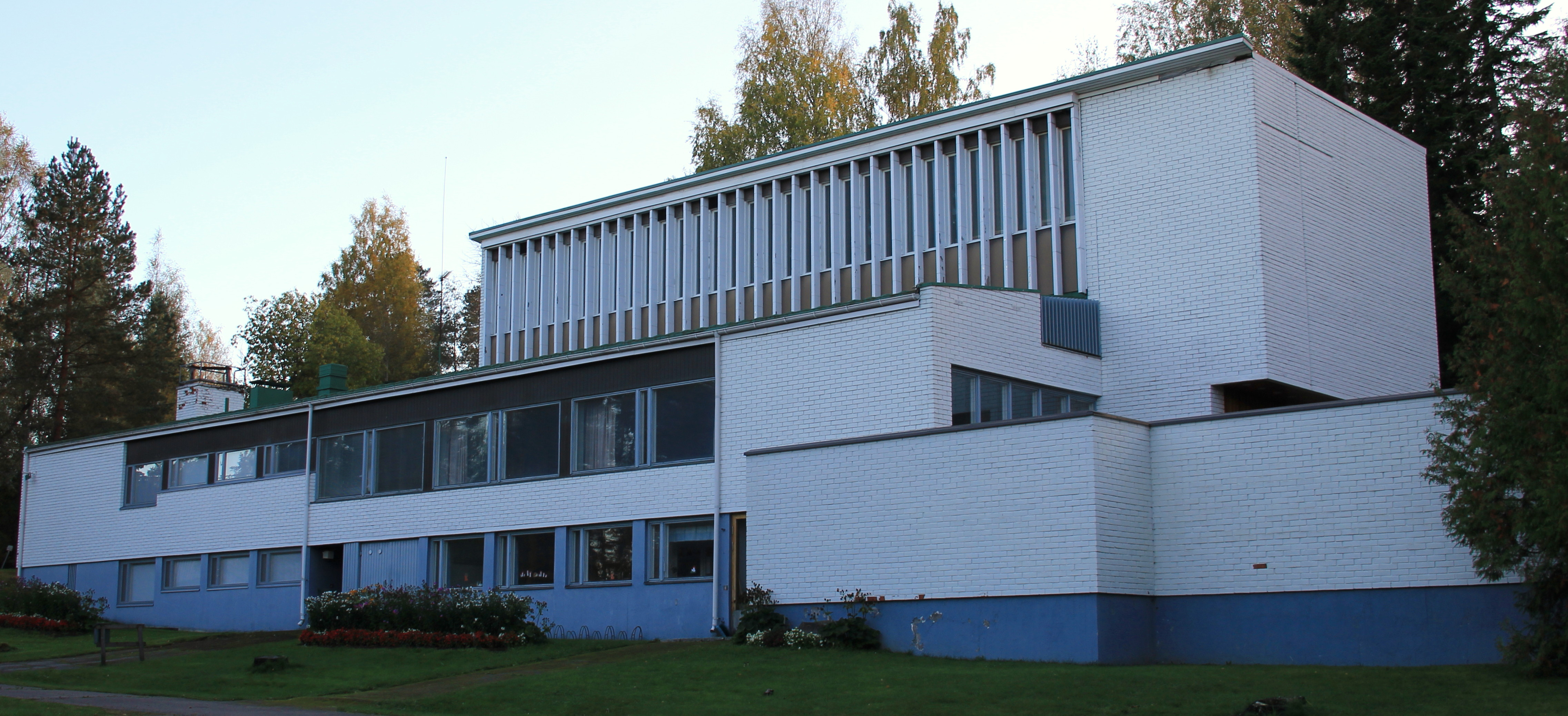
Eglise de Sorsakoski.
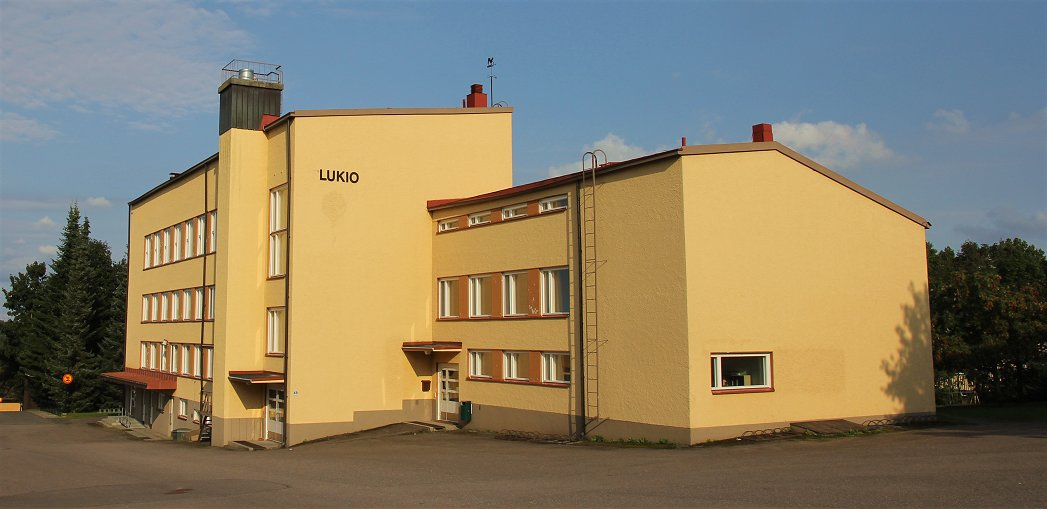
Lycée de Leppävirta
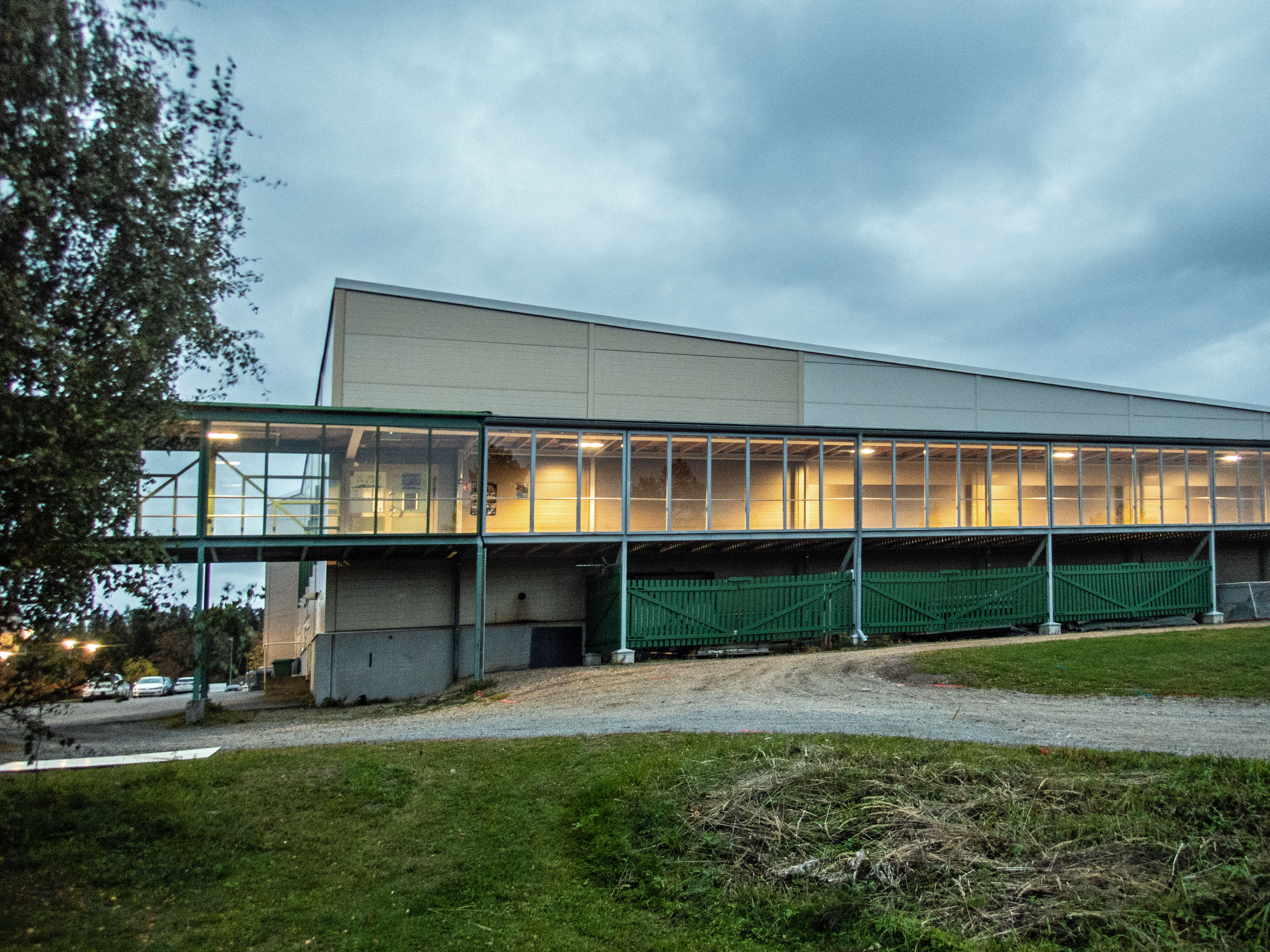
Patinoire de Leppävirta.
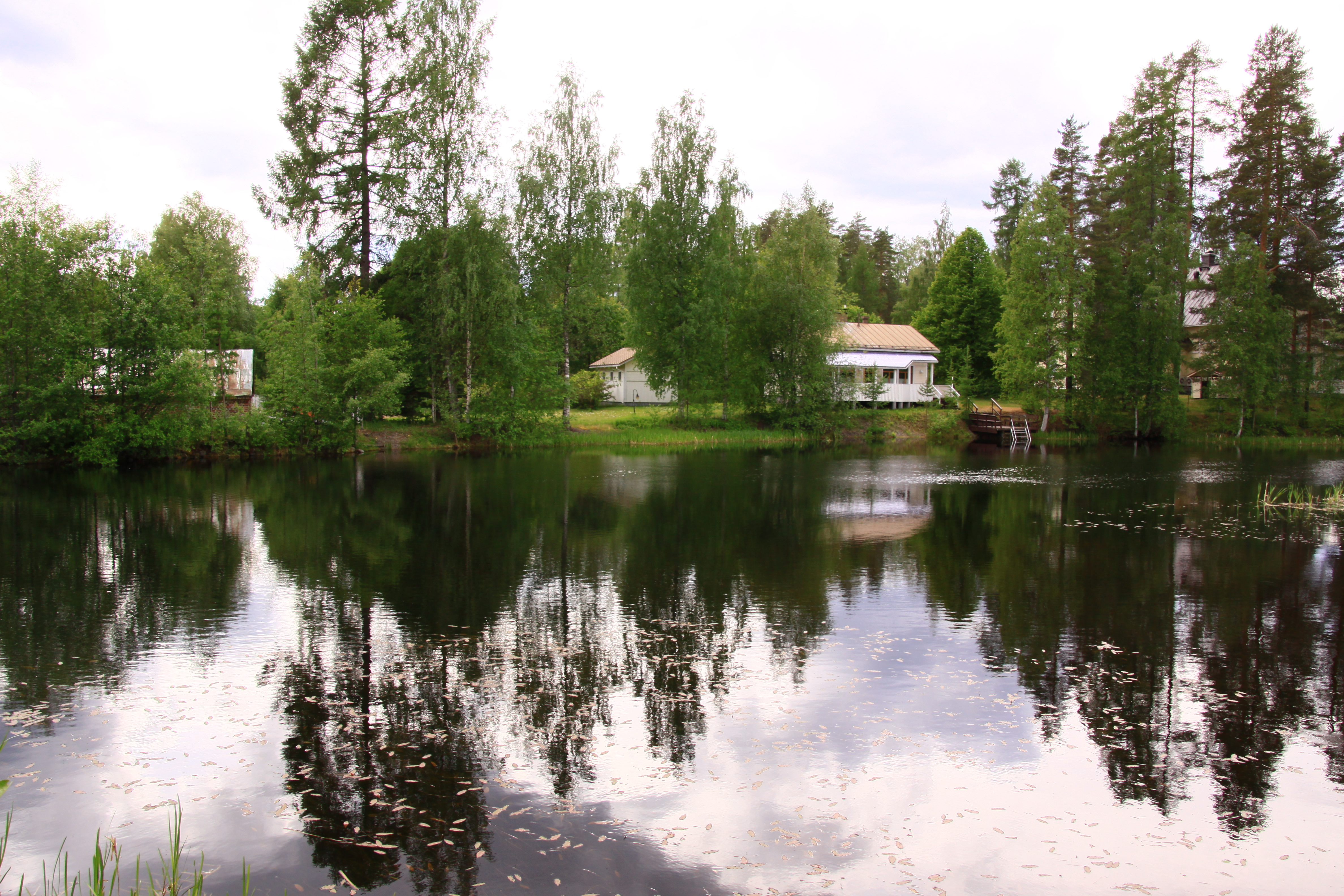
Välimeri à Sorsakoski.
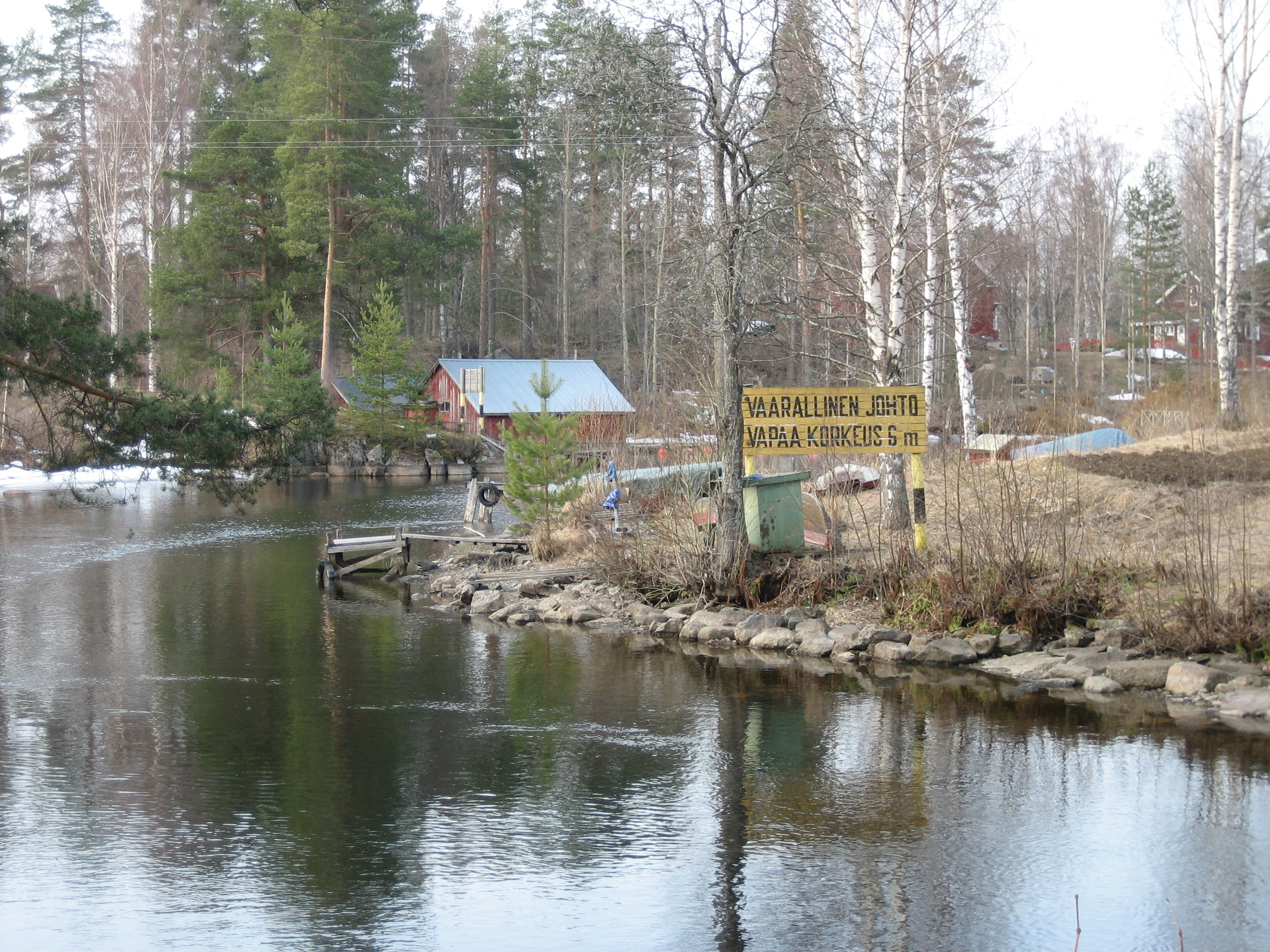
Lac à Sorsakoski